# 歐活血丹
金錢薄荷，又名連錢草、歐活血丹、大馬蹄草、虎咬黃，是唇形科的一種多年生草本植物，株高約10-20cm，開藍紫色花，帶薄荷香氣。它在原生地歐洲的民俗植物學中有眾多用途，包括食用、釀酒、製乳酪、香料、藥用等。歐洲移民把金錢薄荷帶到各個大陸，現在已廣泛分佈於歐亞大陸、北美和紐西蘭，在許多地方成為歸化種或入侵種。金錢薄荷對馬和其他一些哺乳動物有毒。

## 描述

### 營養器官

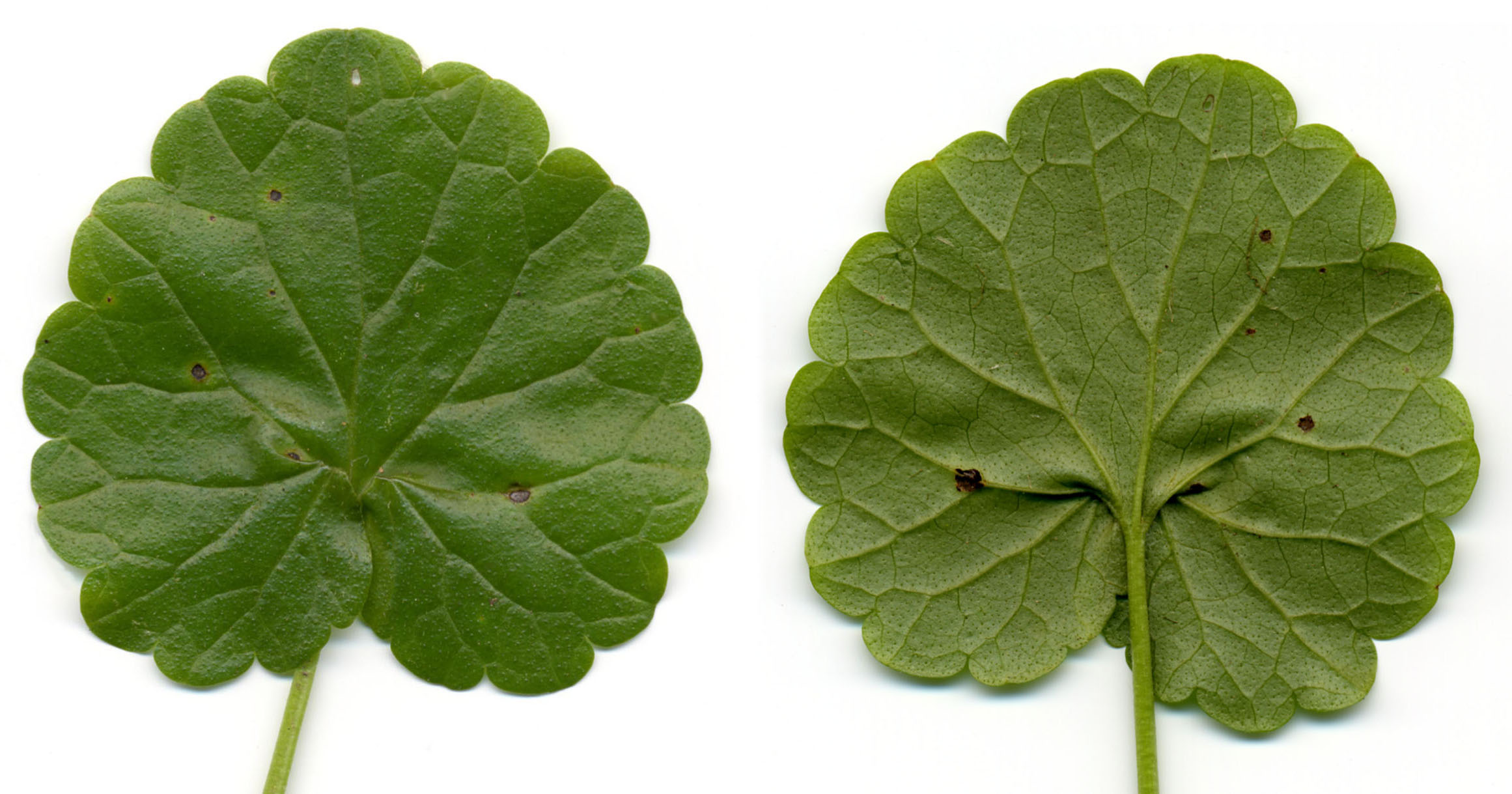
葉片的正面和背面

金錢薄荷是可越冬的多年生常綠草本植物。植株從接近無毛到密佈毛都有。莖和葉背常為紫色，莖的截面為方形。營養枝為匍伏莖，從節上長出根，根系為鬚根系；因為生長快速且分枝眾多，很適應營養繁殖。主莖可長達 2 公尺。開花枝直立，10~30 公分高。葉十字對生，圓心形、腎形或扇形，葉緣圓齒狀，末端鈍或尖，長 0.4~3.5 公分，寬 0.6~3 公分，但有時也可能達到直徑 8 公分。葉柄長度不固定，通常約 3~6 公分，在茂盛環境下可能達 20 公分，但短於節間距。
金錢薄荷有時和圓葉錦葵或雷公根混淆，它們的葉片也都是心形、圓齒緣。差別之一是金錢薄荷的葉序是對生，葉面通常有絨毛，圓葉錦葵和雷公根是互生，葉面光滑，並且圓葉錦葵的葉柄連接至葉背，而不是葉緣的心形深凹處。除此之外，金錢薄荷有明顯的薄荷氣味。

### 花
金錢薄荷為雌性或兩性花，雌花通常比較小，雄蕊成為花冠的一部份。同一植株和其無性生殖後代只會開雌花或兩性花的其中之一，但性別並不完全由基因決定，有些情況下也可能轉換性別。花期一般在春夏之際，在歐洲為四月至七月間。
花序單生或簇生自葉腋，有二到五朵花，位在開花枝較接近末端處。
花如典型的唇形科植物，兩側對稱。花萼管狀至鐘形，略雙唇狀，有 15 條脈。花冠 15~22 公釐長，藍色至紫色，偶爾為白色或粉紅色，直漏斗狀，被毛。上唇瓣平，裂為三枚三角形的齒，佔約花冠全長的 0.2~0.3 倍。下唇瓣有紫色斑點，二裂。雄蕊四枚，長短各二，位在上唇瓣底下。花藥縱裂。心皮二枚合生，子房上位，子房室四間，各有一枚胚珠。
花程式為：
{\displaystyle \downarrow \;K_{(5)}\;[C_{(5)}\;A_{4}]\;G_{\underline {(|2)}}}

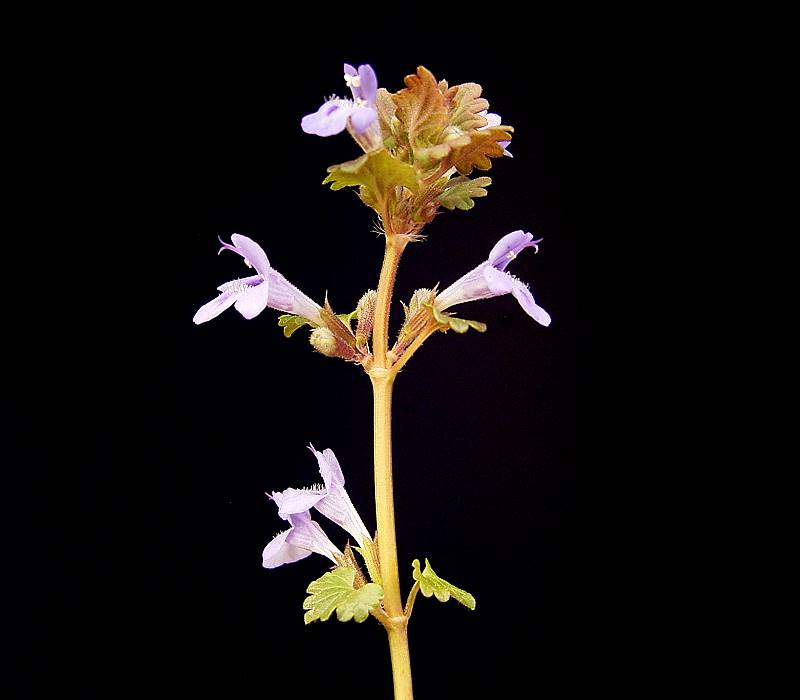
開花枝的上部
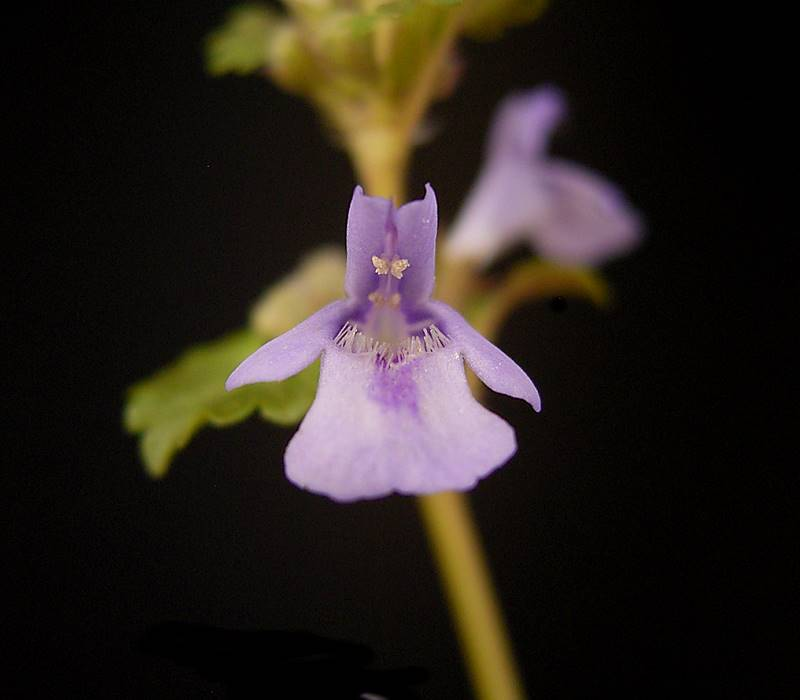
兩性花的正面
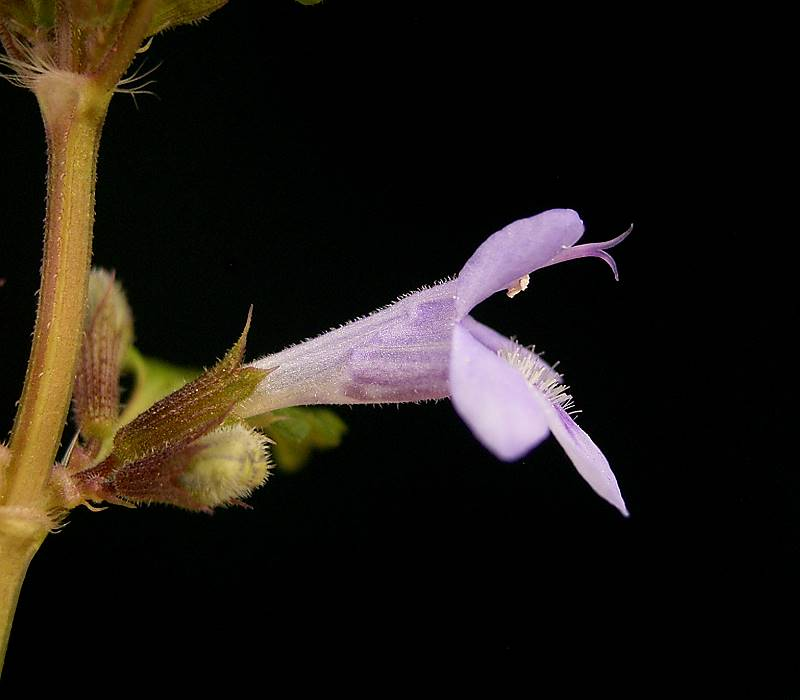
兩性花的側面

### 果實
由兩枚心皮構成的四個子房室會發育為一室果（德語：Klausenfrucht），可分為四枚類似堅果的果室（Klause），長約 1.9 公釐，寬 1.1 公釐。每枚果室重約 0.7 毫克，卵形、光滑、在和鄰室接觸處略凹陷。果室上有一灰色突起的油質體。果實在夏季成熟，果皮會變黏，沾黏在螞蟻上傳播。

### 染色體
有二倍體和四倍體兩種核型，染色體數量 2n = 18 或 36。

### 成份
金錢薄荷可以分離出許多不同的黃酮類化合物（Cymaroside、Cosmosin、Hyperoside、異槲皮素和木犀草素-7-二葡萄糖苷）和非醣苷三萜（熊果酸、高級烷烴、β-谷固醇）。它也含有 0.03~0.06%的精油，成份包括松樟酮、薄荷酮、胡薄荷酮、α-蒎烯、β-蒎烯、檸烯、對異丙基甲苯、異薄荷酮、異松樟酮、芳樟醇、薄荷醇和α-松油醇。 鞣質佔 3~7%。另外它也含有個不太有名的苦味成份「活血丹素（Glechomin）」，以及歐夏至草素（Marrubiin）和皂素。葉片也含有類似豆科植物內的凝集素，可以和N-乙醯半乳糖胺結合。

## 生態
金錢薄荷好生於陰溼處，但也很耐日曬，常見於草地和荒地，也可以長在庭園，不怕割草。

### 繁殖和生長

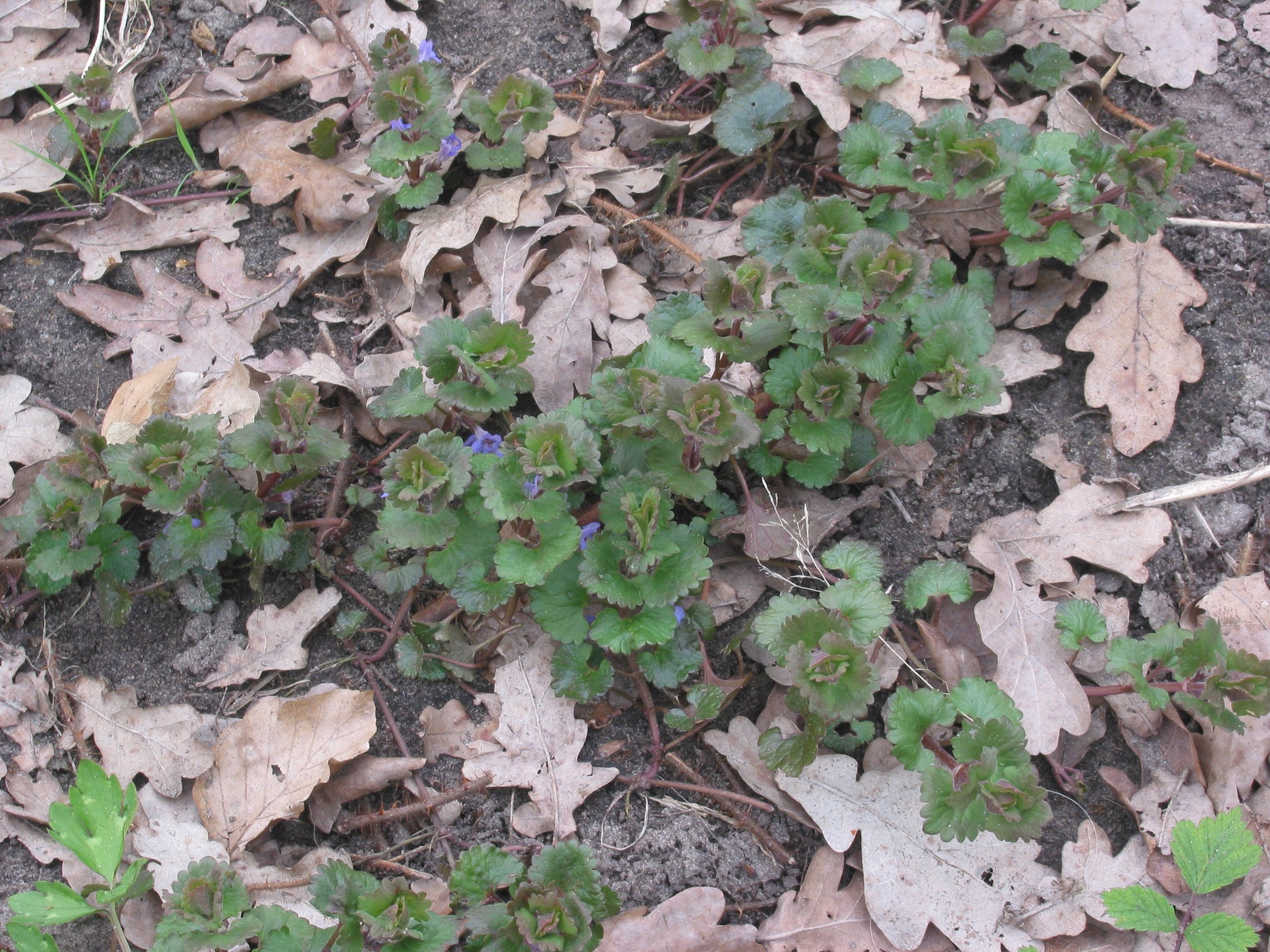
從頂端看，可以看見無性生殖的匍伏莖以及直立的開花莖

金錢薄荷的每朵花最多可以形成四顆種子，種子直接掉落，也可以被螞蟻搬運更遠。種子可以乾燥保存，在受潮後幾天內發芽；乾燥一個月以上會提高發芽率。金錢薄荷在地表發芽（epigeal germination），子葉綠色，在種皮之外展開。第一對本葉大約在發芽一周後長成。節間相對較快就生長完畢，同一時間只會有兩個節間在生長。葉片和葉柄維持生長較久，以適應不同環境；當有其他植物遮蔽時，則分枝較少、節間較長、葉柄較直立；反之在光線充裕的地方會有較多分枝、葉片的面積和質量較高、葉柄較短。在養份較不均質的森林環境中，走莖在較多養份的地方會長得較快較多。金錢薄荷是常綠植物，越冬採取兩片葉子的分株（ramet），或是8~10片葉子的蓮座狀葉叢，至春天會再次生長，蓮座狀葉叢會成為開花枝，開完花後會倒下成為走莖。
金錢薄荷也可以由走莖進行營養繁殖，走莖每 8~15 公分就長出分枝。幼枝一開始依賴苞片提供養份，但很快就能自行靠光合作用獨立，並且不將光合作用的產物運回給母枝，成為獨立的分株。源自單一植株的分株可以散布到幾公尺的範圍，在北美的一些氣候區可以在庭園或樹林中長成一大片，因此被視為麻煩的雜草或入侵種。

### 授粉和花蜜

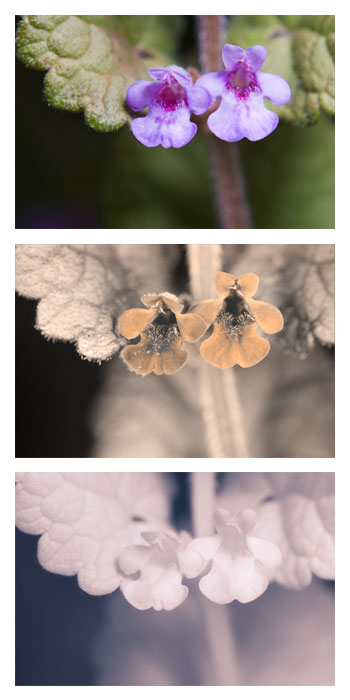
在可見光、紫外光、以及近紅外線下的花。在紫外光下可以看見用來導引蜜蜂的圖案。

生物學家對於兩性花是否能自交授粉仍有爭論，雌花則需要來自兩性花的花粉。不過自交仍需要經昆蟲授粉，而且花為雄先熟。在剛開的花，柱頭高於花藥，基本上不會被授粉昆蟲碰到，待花藥釋放出花粉之後，柱頭才會下降。
唇形花在子房基部有花蜜。每朵花含有 0.3 微升的花蜜，其中 43% 的重量是糖，果糖、葡萄糖和蔗糖的比例為 1.0: 1.1: 3.6。主要的授粉昆蟲是熊蜂和條蜂。雖然有些人視它為雜草，金錢薄荷在中歐是野蜂的重要蜜源植物。其他重要授粉者有食蚜蠅、蜂虻、甲蟲和螞蟻。其中食蚜蠅只取用花粉。也有些蝴蝶會訪此花（例如紅襟粉蝶、鉤粉蝶、紋白蝶）。
許多蜂類會採集金錢薄荷的花粉，包括 Anthophora furcata、Anthidium manicatum、Anthophora plumipes、Anthophora quadrimaculata、Osmia aurulenta、Osmia caerulescens 和 Osmia uncinata。可以描述為授粉綜合特徵。

### 病蟲害

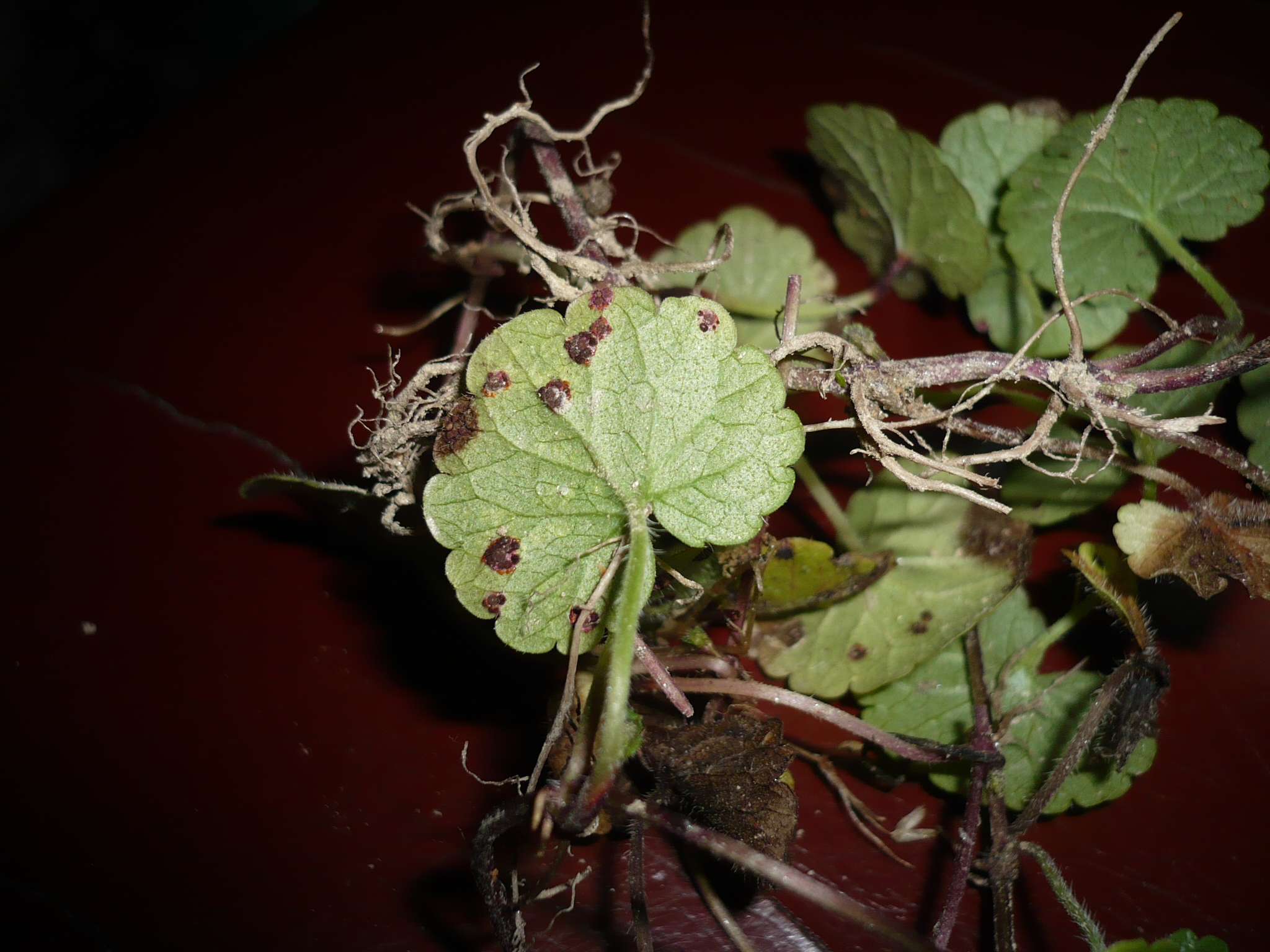
被真菌 Puccinia glechomatis 寄生而在葉子上形成鏽病

因為其精油和苦味成份，金錢薄荷是一種香草，然而有些次級代謝物對許多哺乳動物有毒，包括對馬和一些齧齒類，不過沒有對人類有害的紀錄。因為此毒性，它的草料價值為「無價值或極低」。
金錢薄荷是許多無脊椎動物的食草，包括至少三種半翅目（蟬）、五種雙翅目（蚊蠅）、和 21 種鱗翅目（蝶蛾）。有些昆蟲會在上面形成蟲癭，包括 Rondaniola bursaria 、Liposthenes glechomae和 Liposthenes latreillei。
有些寄生性的真菌會感染金錢薄荷。分佈廣泛的 Puccinia glechomatis 常在夏季出現在金錢薄荷上。它也常感染鼬瓣花白粉菌、小二孢白粉菌、以及 Ramularia calcea。

## 分佈

### 地理分佈
金錢薄荷廣泛分佈於原產地的歐洲，只有巴利亞利群島、克里特、法羅群島、冰島、斯瓦巴和土耳其沒有。在中歐特別很常見。它也出現在西亞、北亞、以至於日本，並且被人為帶入紐西蘭和北美。在歐洲特別多見於溫帶海洋氣候帶以及其鄰近處。在不列顛群島，其分佈的北界和七月的 12°C 等溫線重合，在加拿大則和一月的 −12°C 等溫線重合。目前已經歸化至整個歐亞大陸和環北極地區的溫帶地區。 其艾倫堡（Ellenberg）生態指示值是 K=3（海洋氣候）。
金錢薄荷從平地到山區都可以生長，海拔高度上界在不列顛群島的為 400 公尺，瑞典 350 公尺，阿爾卑斯山 1600 公尺，阿爾高阿爾卑斯山脈的施特格一帶是 1250 公尺。

### 棲地環境
金錢薄荷常生長在潮溼、富含鈣的肥厚土壞，喜好的 pH值為 5.5~7.5，但即使在 pH 值 4.0 也仍生長良好。艾倫堡生態指標值為溼度 F=6（潮溼），酸鹼值 R=x （不影響）、含氮量 N=7 （高氮）金錢薄荷不耐鹽、需好良好的磷、氮和鈣源，並且不適合和其他耐陰的植物競爭或是受到太多擾動。
在植物群落學（Phytosociology）上，金錢薄荷是分佈在潮溼、含氮量高的林緣、灌木籬和步道邊的典型植物，通常與中階多年生草本或灌木歸在一起，德國植物學家歐巴豆伐用金錢薄荷來命名這類植物群集，稱之為 Glechometalia。另一個常見的地點是較潮溼、偏酸性的森林，如櫟樹及鵝耳櫪混合林或闊葉樹混合林。草原也常可發現金錢薄荷，這裡水份充足，含氮量高，金錢薄荷與碎米薺和蒲公英等低生草本植物生長在草甸上，尤其是燕麥草類型的肥沃草原。除了草原，金錢薄荷也出現在公園和花園，很適應割草，但不耐踐踏或放牧。

## 分類
活血丹屬屬於荊芥亞科（Nepetoideae）薄荷族（Mentheae）薄荷亞族（Menthinae），親緣關係相近的植物包括荊芥屬和青蘭屬。 在中歐，金錢薄荷有兩個物種或亞種：金錢薄荷（G. hederacea）和毛金錢薄荷（G. hirsuta 或 G. hederacea subsp. hirsuta）毛金錢薄荷是四倍體，主要分佈在東南方，且兩種金錢薄荷有自然雜交。在東亞，日本活血丹原本視為金錢薄荷的亞種，現在歸為獨立物種。

## 名稱
金錢薄荷是由林奈在1753年首次發表於《植物種志》，拉丁屬名 Glechoma 源自古希臘語 glechon，本指唇萼薄荷，被林奈用來命名金錢薄荷。種小名 hederacea 源自拉丁文 hedera，指常春藤。
中文俗名有金錢薄荷、連錢草、歐活血丹、大馬蹄草、金錢草（也指許多其他植物）、地錢草（也指點地梅）、巡骨風（非尋骨風）、透骨消（也指其他活血丹屬的許多植物）、透骨草（也指透骨草科的透骨草）、虎咬黃（也指濱海白絨草）、肺風草（也指大花粉條兒菜）、茶匙癀（也指七星蓮）……
德語俗名 Gundermann 和 Gundelrebe 可能來自古高地德語或哥德語 gund，意為「膿」或「潰痬」，顯示其作為藥草的歷史。另一個俗名來源是描述其在地面上生長的藤蔓型態，故在中古德語又稱為 Erd-Efeu（地上的常春藤，拉丁語對應 hedera terrestris）。另一個名字 Soldatenpetersilie （軍人的香芹）顯示它被常作香料使用。在低地德語也稱為 Heckenkieker （看巫婆的草），指它在當地傳統信仰中的魔法功能。
金錢薄荷曾經用在釀酒，因此在英語中有些名稱和酒有關，例如 alehoof（愛爾啤酒蹄）、tunhoof（木桶蹄）和 gill-over-the-ground（地上的及耳）。

## 人類關係

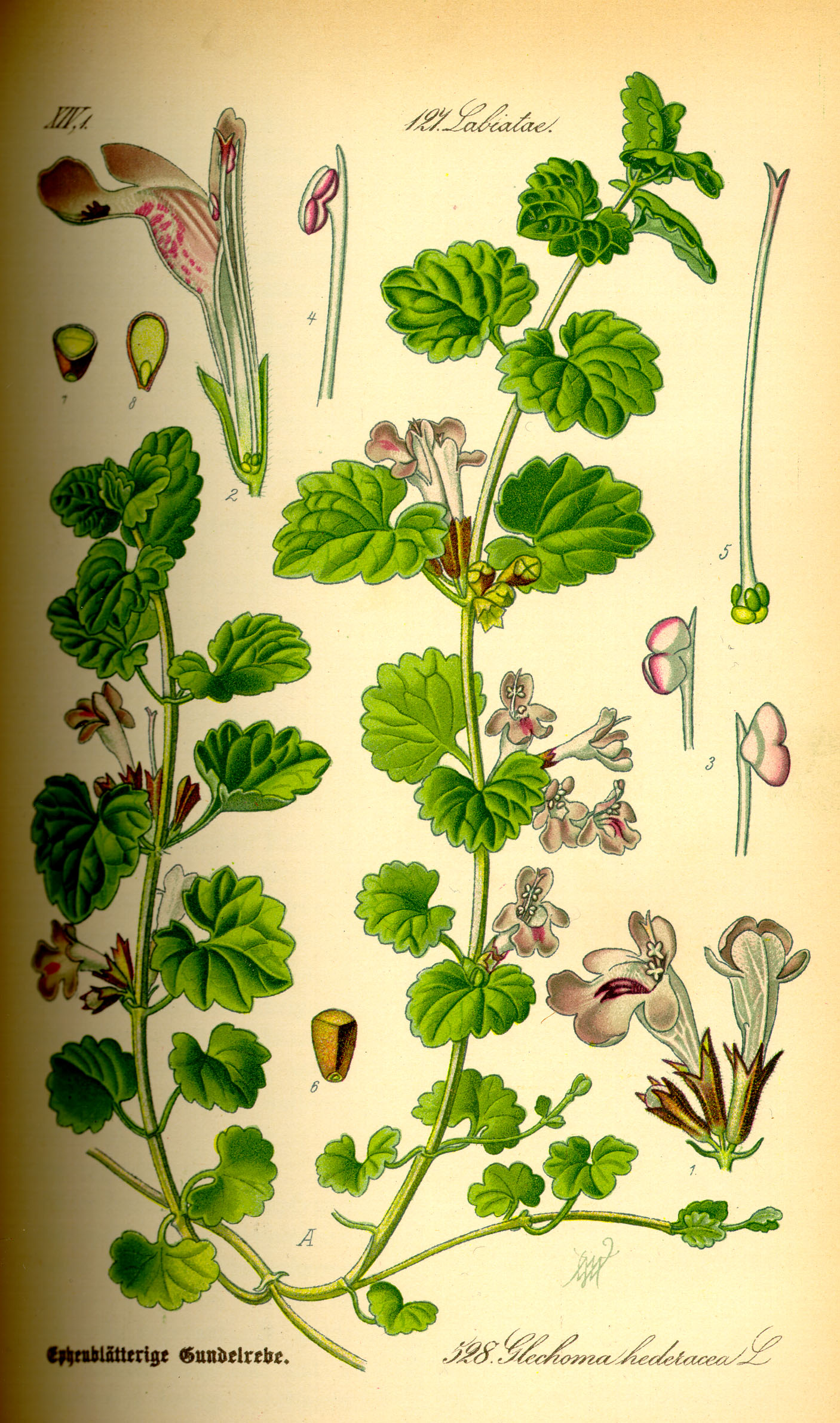
1885 年 Otto Wilhelm Thomé 在其著作《德國、奧地利和瑞士植物誌》中繪製的金錢薄荷。

### 飲食
歐洲人在春天採集葉子作為蔬菜，用在沙拉和湯裡，包括濯足節的盛宴。因為含有苦味和精油，常作為香料植物，其氣味類似薄荷或甘草。一直到15世記以前，薩克森人和英格蘭人在種植啤酒花以前，啤酒主要靠金錢薄荷的苦味來保存。在製作乳酪時，可以用金錢薄荷取代動物的胃作為凝乳酶來源。金錢薄荷也可以作為抗氧化劑當作食品添加物。

### 魔法和民俗醫療
各地日耳曼民族對金錢薄荷用在醫療和魔法有非常豐富而多樣的觀點，顯示日耳曼人利用此植物的歷史非常久遠。常見的傳統宣稱包括對抗瘟疫和巫術，在許多地方也和牛奶的魔法有關。在4月30至5月1日的沃普爾吉斯之夜會將這些長在籬笆底下的藥草紮成花環，據信透過此環可以看見女巫。
赫德嘉·馮·賓根的著作《Physica》中描述用金錢薄荷內服外用消除疲勞，類似的描述之後也出現在許多15世記的南德藥書中馮賓根的著作之後影響一些十五世記的醫書，如《Alemannischen Kräuterbuchs》，稱金錢薄荷可以用作解毒劑，在北歐民俗醫療中便是如此使用金錢薄荷。
中世記末，受過訓練的醫生從古典時期的醫書中認出金錢薄荷，他們認為迪奥斯科里德斯、老普林尼和蓋倫描述的「Chamaikissos」是同一種植物，於是將那些醫書中描述的療效沿用到金錢薄荷，和原本民俗醫療的功效併用。古典時代的作者認為Chamaikissos的療效有：坐骨神經痛、脾臟問題、燙傷、肝臟問題和黃疸、以及眼睛發炎。之後老赫曼·馮·紐那（Hermann von Neuenahr der Ältere）在其《Annotationes aliquot herbarum》中主張迪奥斯科里德斯描寫的「Elatine」也是同一種植物，將其療效也複製到金錢薄荷，包括眼睛發炎和痢疾。
英國植物學家約翰·傑勒德建議用金錢薄荷治療耳鳴、作為利尿、收斂劑、滋補或是輕微的刺激，適用於腎病和消化不良。在奧地利的民俗醫療中，金錢薄荷當作沙拉或泡茶喝可以治療任何和肝、膽、消化道、呼吸道、腎臟或尿道的任何問題，或是發燒、感冒。其他傳統用法還有作為祛痰藥、支氣管炎，金錢薄荷被視為「治肺的藥草」。
信任其療效的歐洲殖民者也將金錢薄荷帶到北美洲，作為藥草和啤酒的防腐劑，種在香草園中。
至18世記末、19世記初，醫生開始批評民俗醫療中的金錢薄荷用法，但在缺少其他更好療法的情況下，他們也放任人們用金錢薄荷治療肺結核。
在中國，金錢薄荷（或其他活血丹屬的類似植物）首次被明確描述是1765年的《本草綱目拾遺〈草部上〉》，被稱為金錢草。《本草綱目拾遺》認為金錢草就是《本草綱目》的「積雪草」，並將《本草綱目》及其他中醫書中的療效一併套用至金錢草，包括祛風、治濕熱、跌打損傷、虐疾等等。不過經現代考證，《本草綱目》中的積雪草應是雷公根。
對金錢薄荷藥理學效用的研究有限，目前僅知道金錢薄荷中的倍半萜可能對某些癌細胞產生細胞毒性、其他如殺菌、抗氧化或抗炎性的研究仍在進行中。

### 安全
雖然人類已經食用上千年，但金錢薄荷的安全性仍有些未解的疑問。它對馬有毒，但野豬會吃它。有些報告說它對一些齧齒類有毒，但不列顛群島的堤岸田鼠會食用。因為藥草無法申請專利，很少人研究金錢薄荷對人類的影響。如同其他的唇形科植物，金錢薄荷含有許多精油，包括一些三萜和倍半萜，也就是薄荷味的來源。這些物質對人體的影響取決於用量、濃度、是外用或內服等因素。精油濃度高的唇形科植物，例如唇萼薄荷，傳統上是用來殺菌、殺蟲、墮胎，而且有肝毒性，就算是少量服用也有害。其他的唇形科植物，例如薄荷，則大量用在食品中。金錢薄荷的精油量不到唇萼薄荷的三十分之一。

### 古文獻記載
- 古典時代，無法確認是否就是金錢薄荷：
  - 迪奧斯科里德斯《De Medicinali Materia libri quinque》（一世記，希臘文/拉丁文）第4卷，第40章「Elatine、Chamaikissos」[50][51]
  - 老普林尼《博物志》（一世記，拉丁文）第24卷，第49章第82條「Cissos erythranos」、第84章「Chamaecissos」[52][53]
  - 蓋倫《De simplicium medicamentorum temperamentis ac facultatibus》（二世記，拉丁文）第8卷，第22章「Chamaecissum」 [54]
  - Ibn al-Baitar 《Kitāb al-jāmiʿ li-mufradāt al-adwiya wa al-aghdhiya》（十三世記，阿拉伯文）第一卷「Chamakisis」[55]
- 中世記，描寫或繪圖可確認為金錢薄荷：
  - 赫德嘉·馮·賓根《Physica》 （十二世記，拉丁文/德文）第一卷，第105章，第1171種「Gunderebe」[56][57]
  - Matthaeus Silvaticus《Liber pandectarum medicinae》（十三～十四世記，拉丁文）第125章「Camecissos」[58]
  - 《Herbarius Moguntinus》（1484年，拉丁文/德文）第59章「Erdra terrestis、Gunderebe」[59]
  - Johannes de Cuba《Gart der Gesundheit》（1485年，德文）第164章「Erdra terrestis、Gundelrebe」[60]
  - 《Hortus sanitatis》第163章（1491年，拉丁文）「Erdra terrestis」[61]
  - Hieronymus Brunschwig《Kleines Destillierbuch》（1500年，德文）第53頁「Gundreb」[62]
- 近代：
  - 奧托·布倫費爾斯《Kräuterbuch》（1532年，德文）第60頁「Gundelrebe」[63]
  - 希羅尼穆斯·博克《Kräuterbuch》（1539年，德文）第2部第85章「Gundelrebe」[64]
  - 萊昂哈特·福克斯《Kräuterbuch》（1543年，德文）第337章「Gundelreb」[65]
  - Pietro Andrea Mattioli《Commentarii, in libros sex Pedacii Dioscoridis Anazarbei, de medica materia》（1586年，拉丁文）「Hedera terrestis」[66]
  - Nicolas Lémery《Dictionnaire universel des drogues simples》（1699/1721年，法文）第345頁「'Hedera terrestis」[67]
  - 《Onomatologia medica completa》（1755年，拉丁文）「Hedera terrestis」[68]
  - 趙學敏《本草綱目拾遺》（1765年，中文）卷三〈草部上〉「金錢草」
  - William Cullen《A treatise of the materia medica》（1789/90年，英文）第二卷145頁「Hedera terrestis」[69]
  - Jean-Louis Alibert 《Nouveaux éléments de thérapeutique et de matière médicale》（1805年，法文）第二卷39-41頁「Lierre terrestre」[70]
  - August Friedrich Hecker《August Friedrich Hecker's practische Arzneimittellehre. Revidiert und mit neuesten Entdeckungen bereichert von einem practischen Arzte》（1814/15年，德文）第一卷第288-289頁「Herba hederae terrestis」[71]

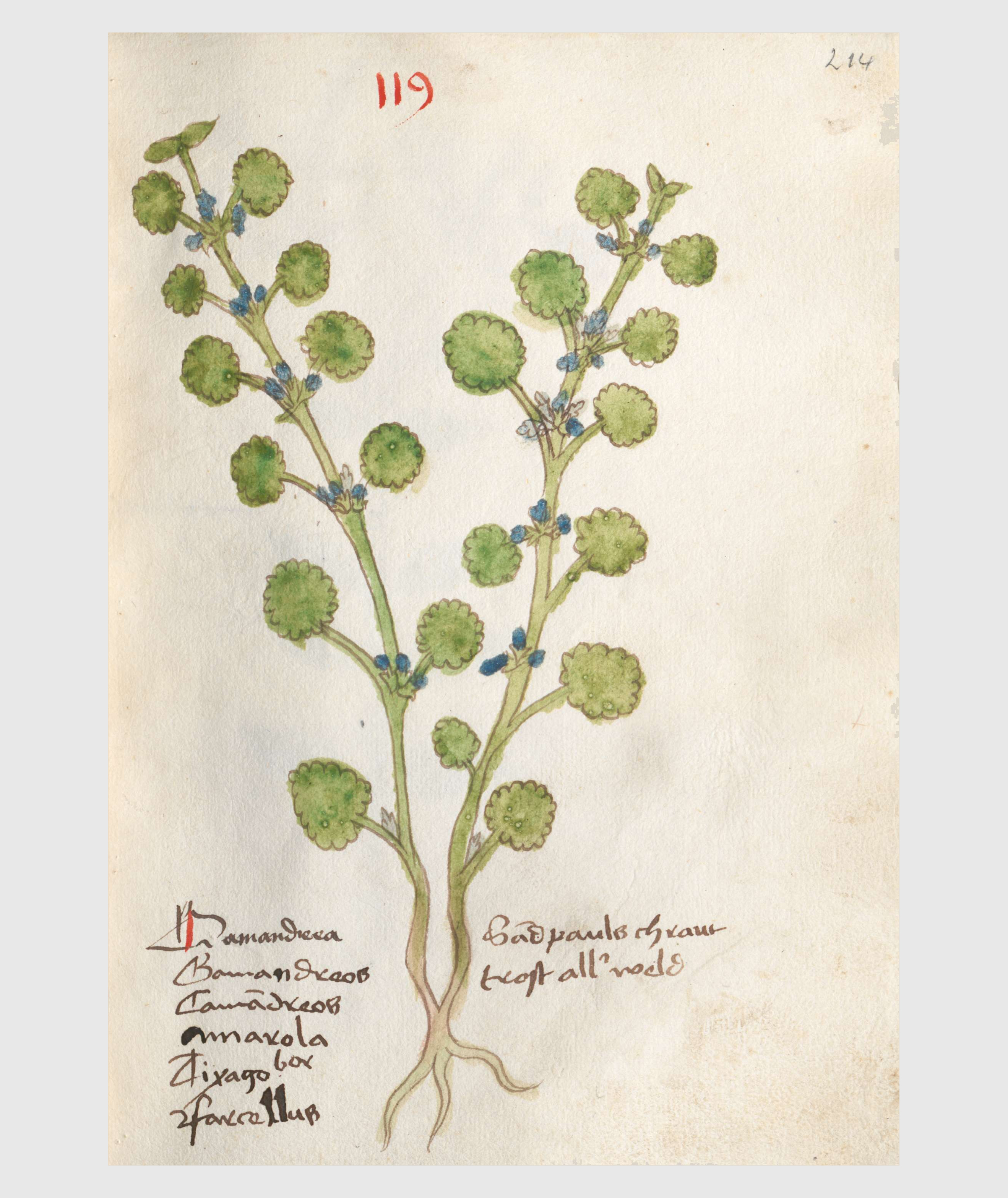
Vitus Auslasser 1479年
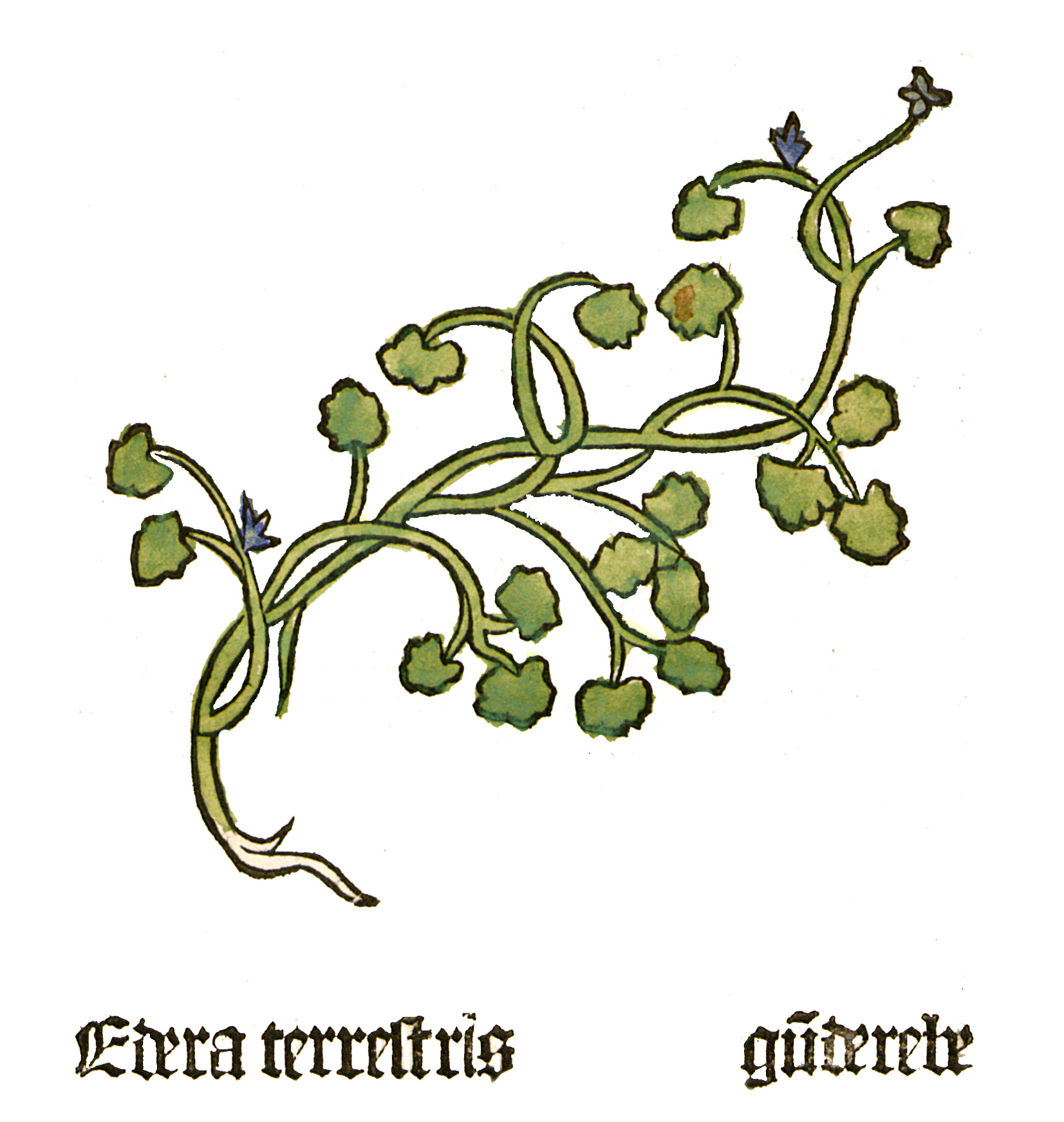
《Herbarius Moguntinus》 1484年
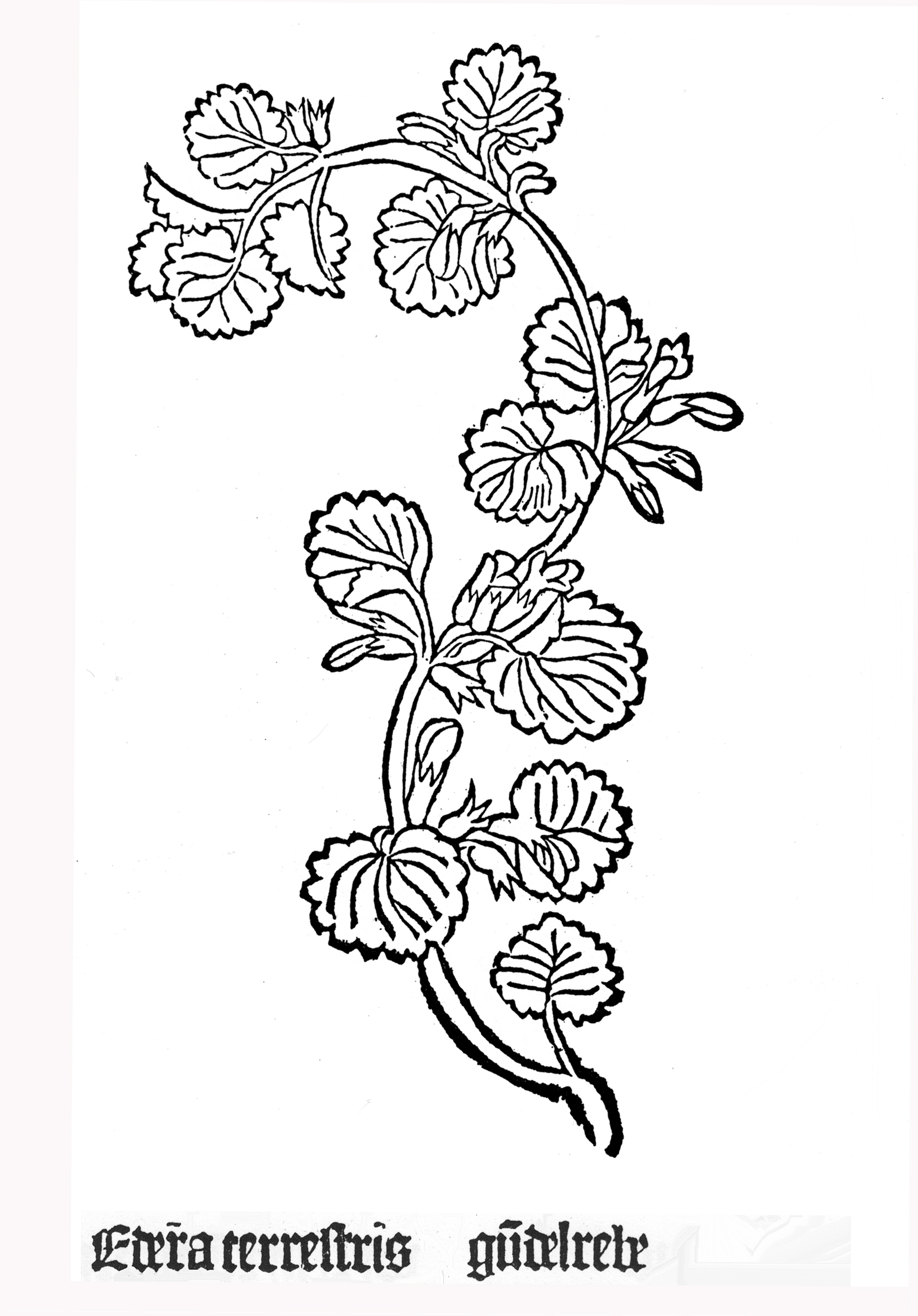
《Gart der Gesundheit》 1485年
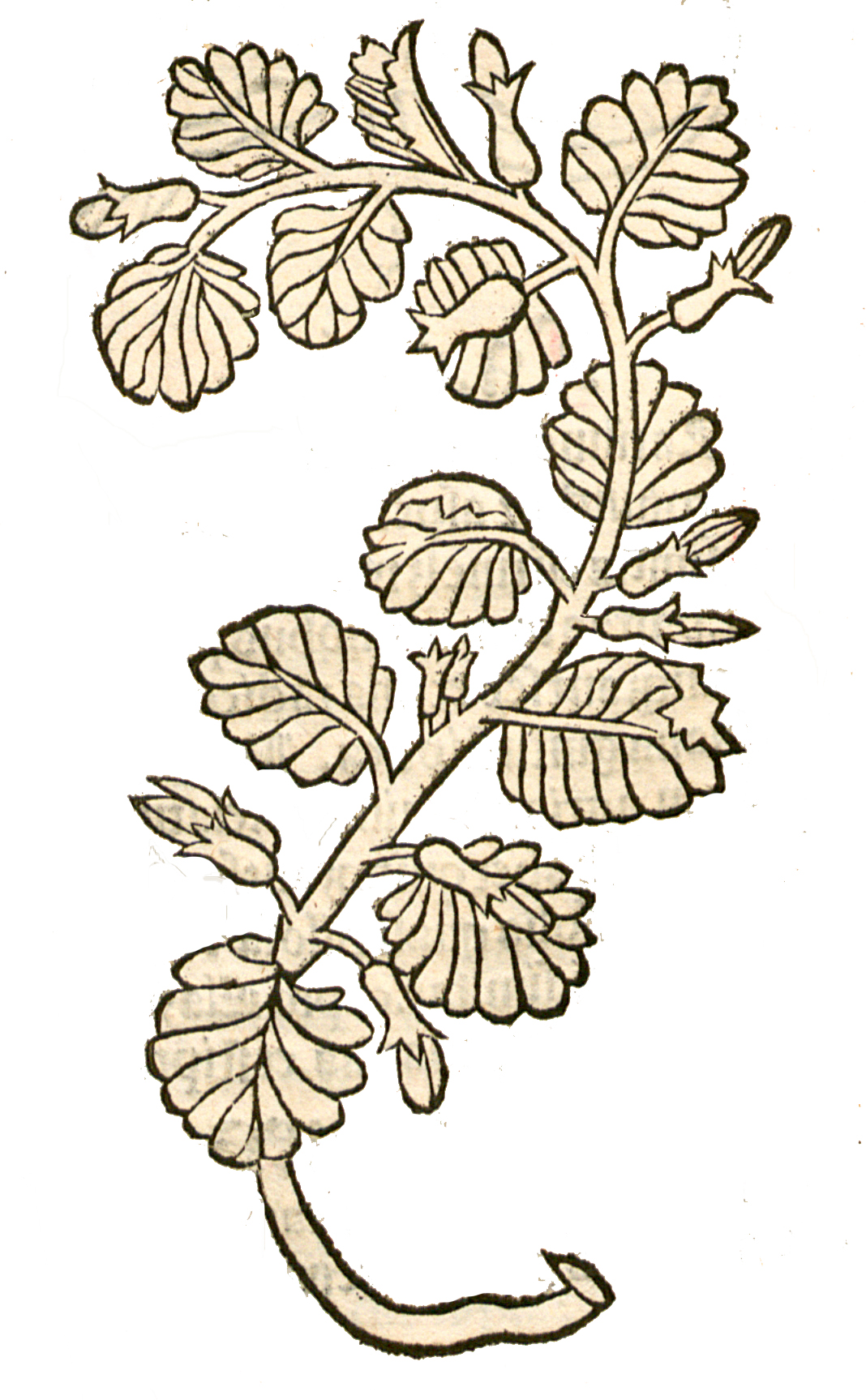
《Hortus sanitatis》 1491年
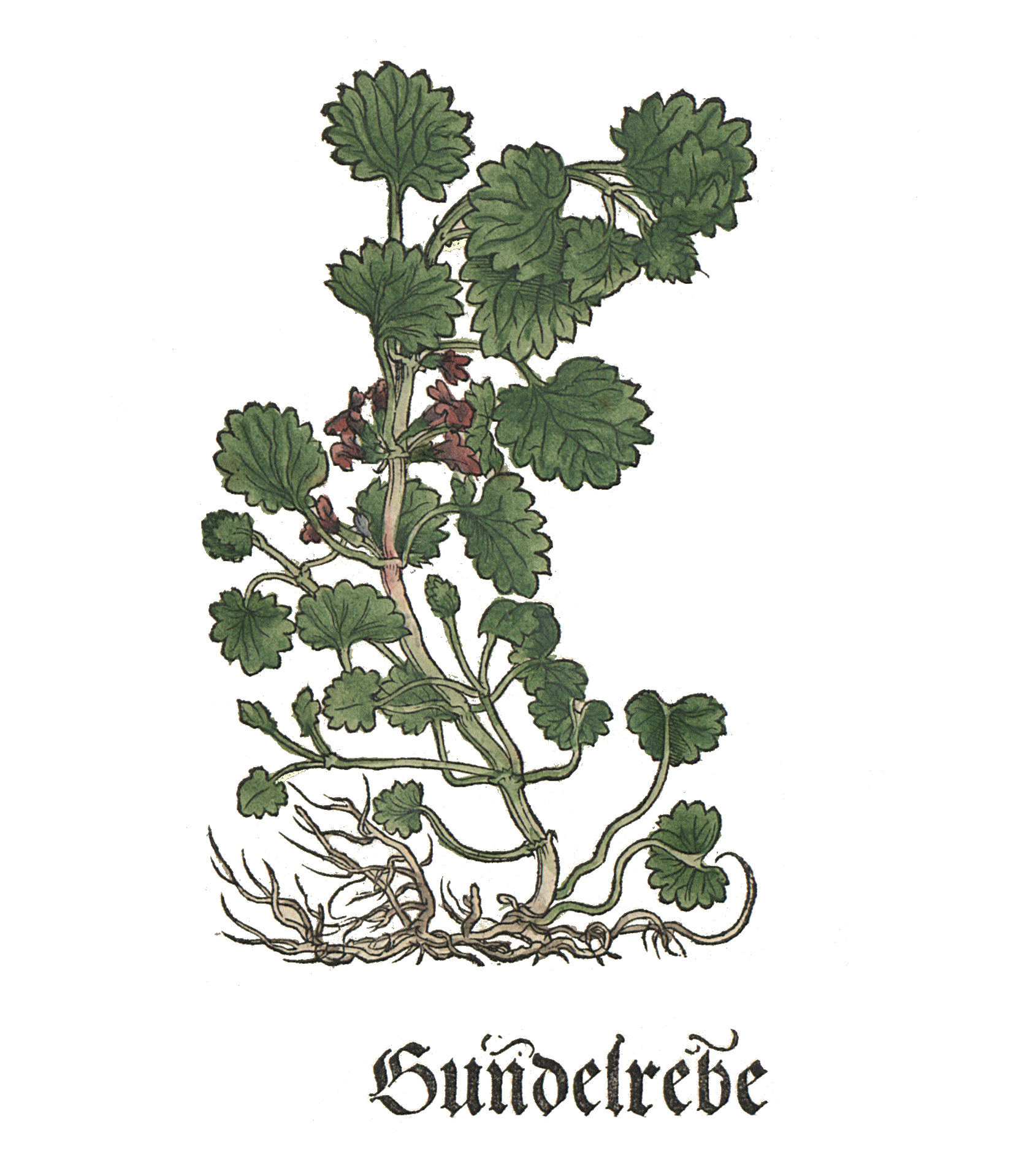
奧托·布倫費爾斯 1532年
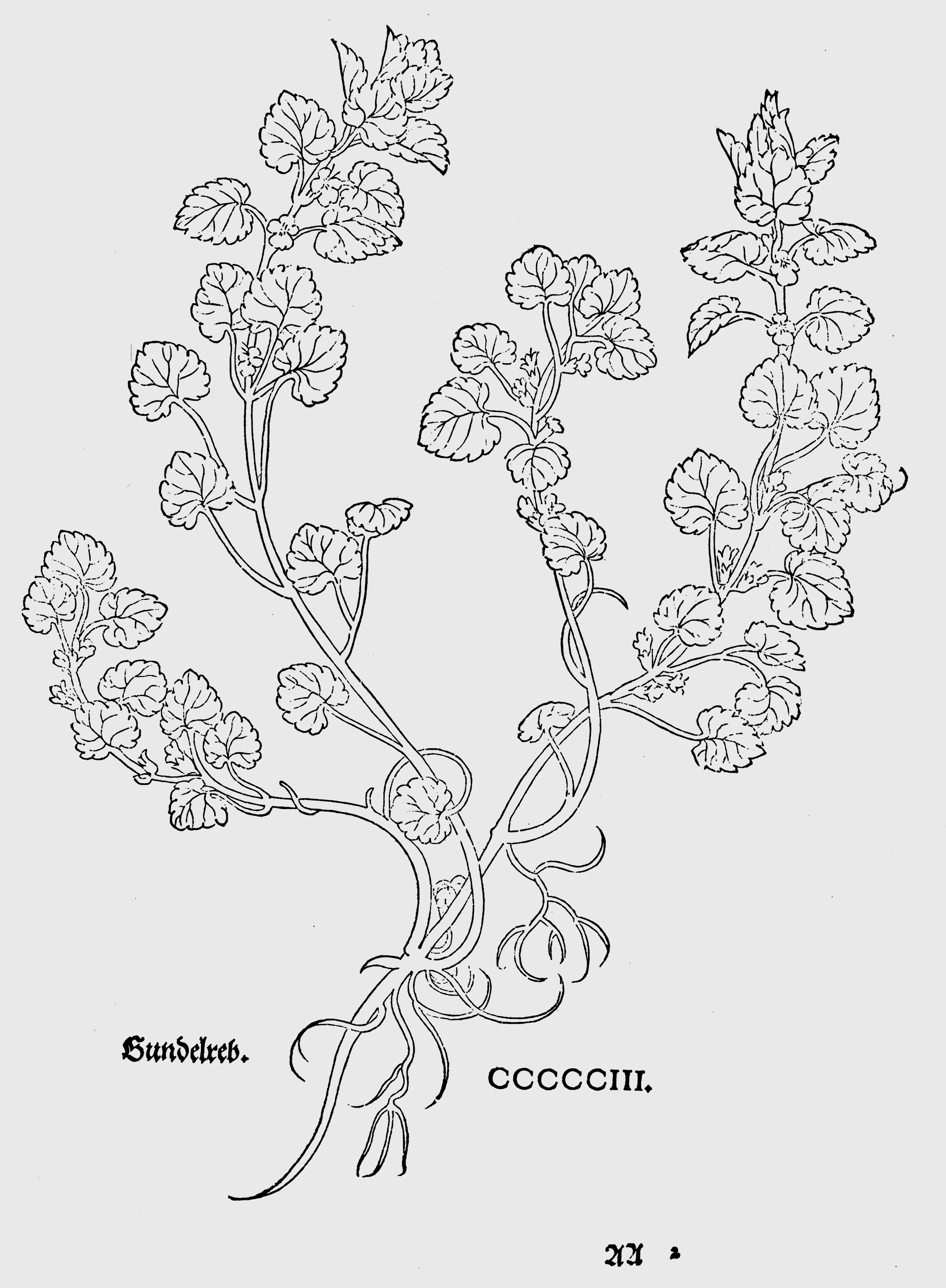
萊昂哈特·福克斯 1543年
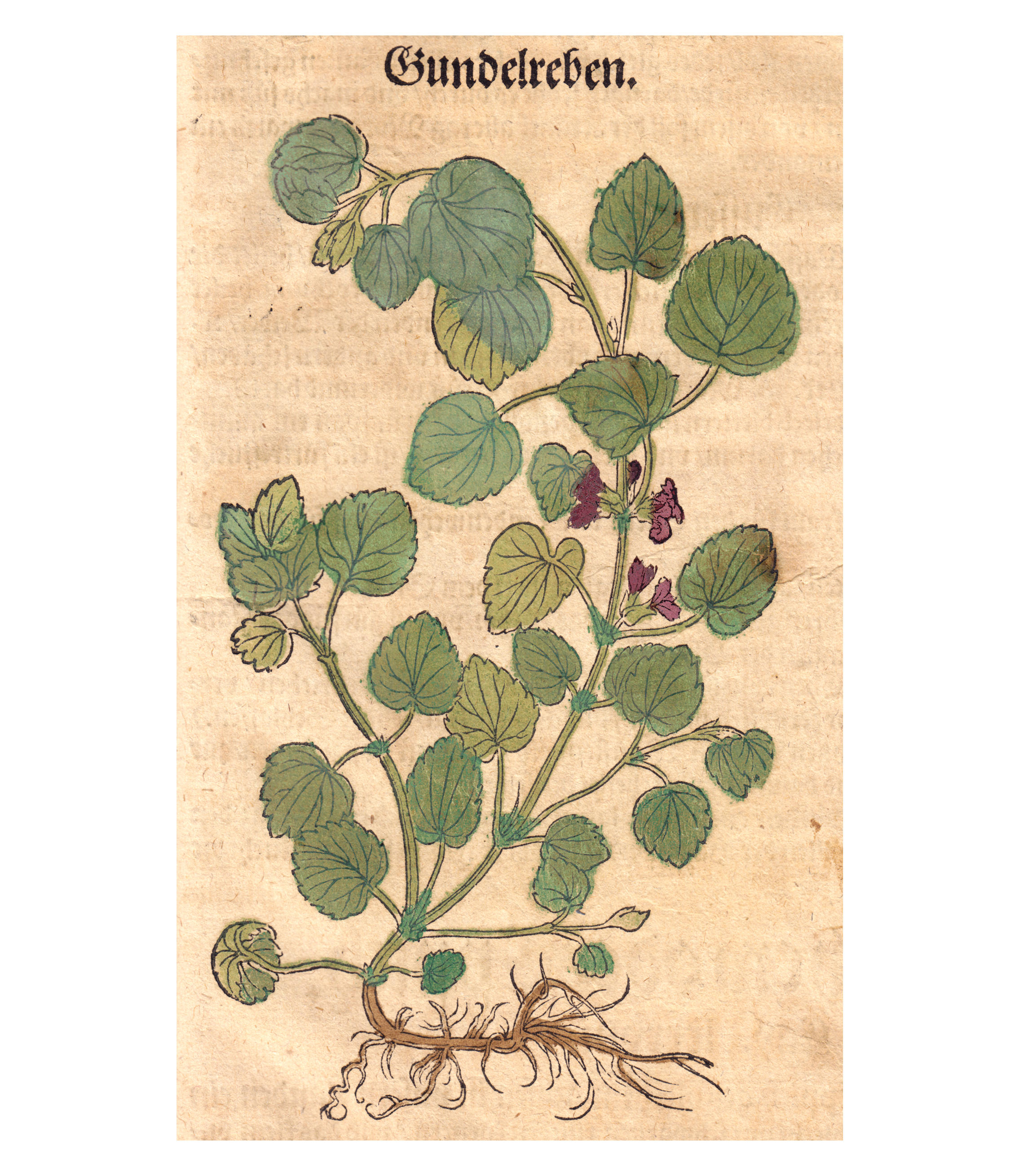
希羅尼穆斯·博克 1546年
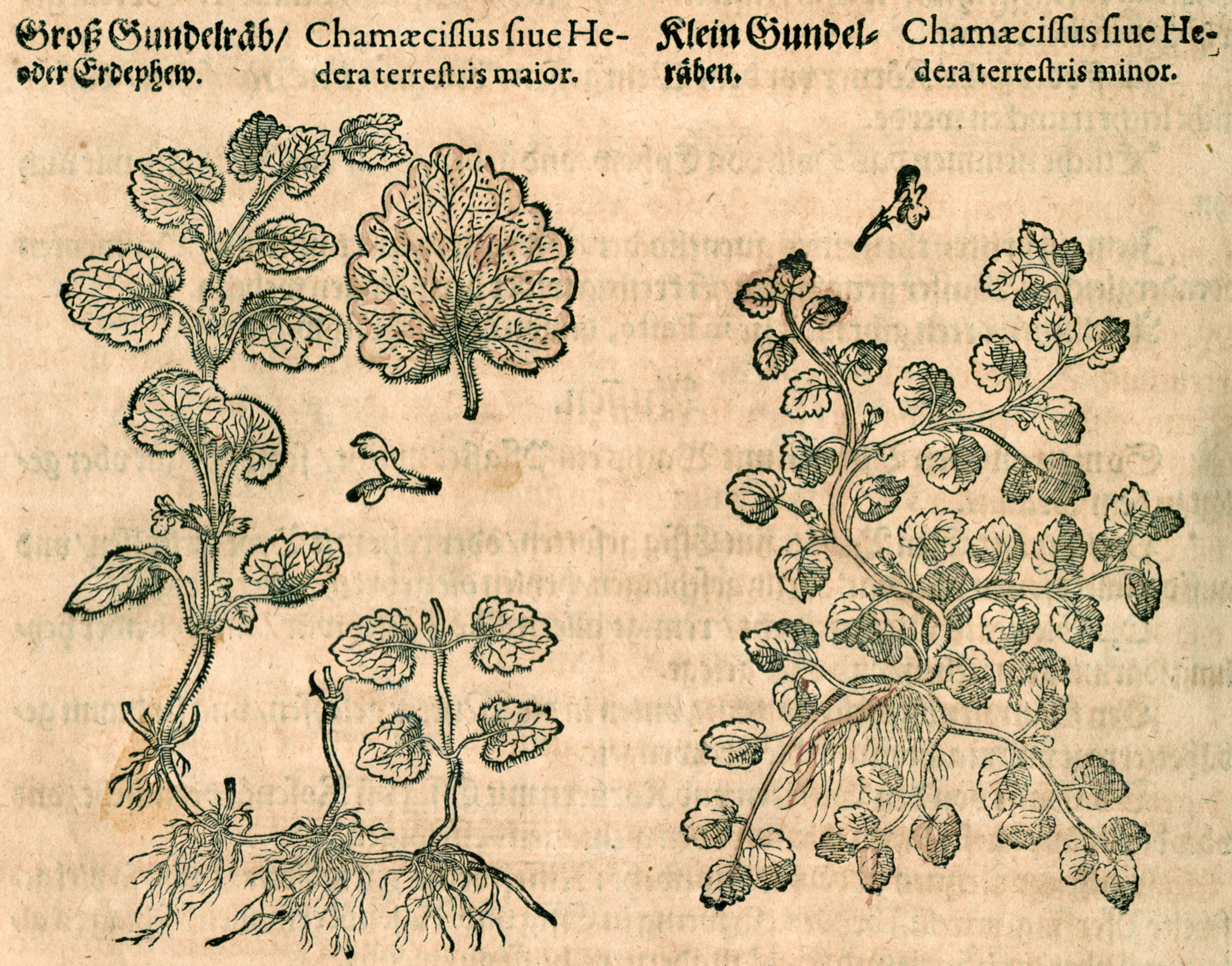
Mattioli / Handsch / Camerarius 1586年
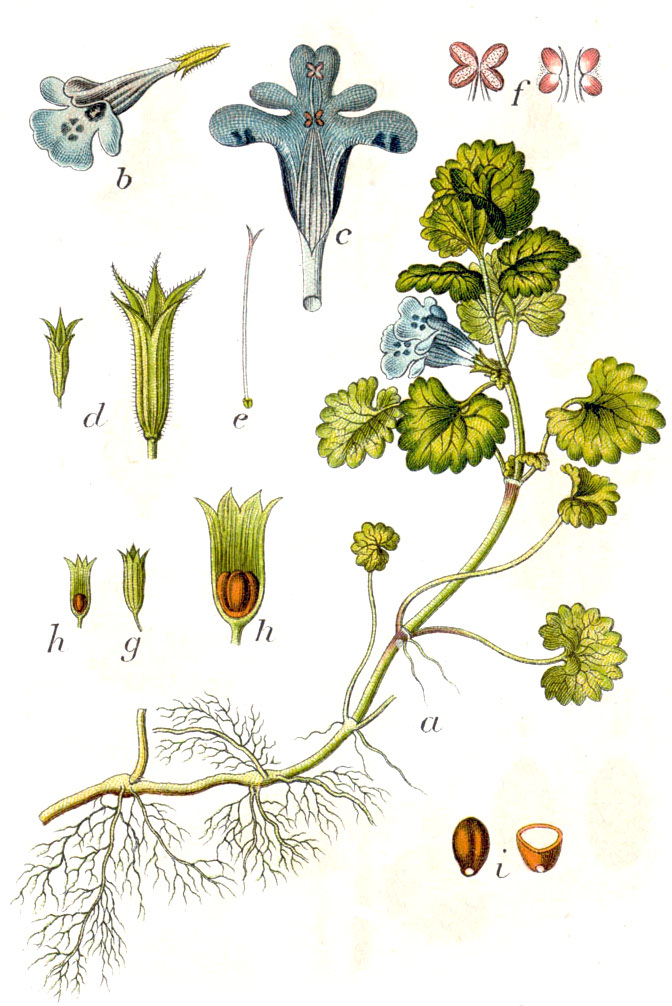
Johann Georg Sturm 1796 年
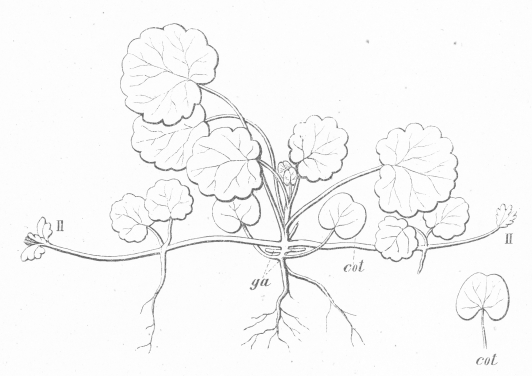
Eugen Warming在1884年畫的金錢薄荷幼苗。cot：子葉。ga：不定芽。
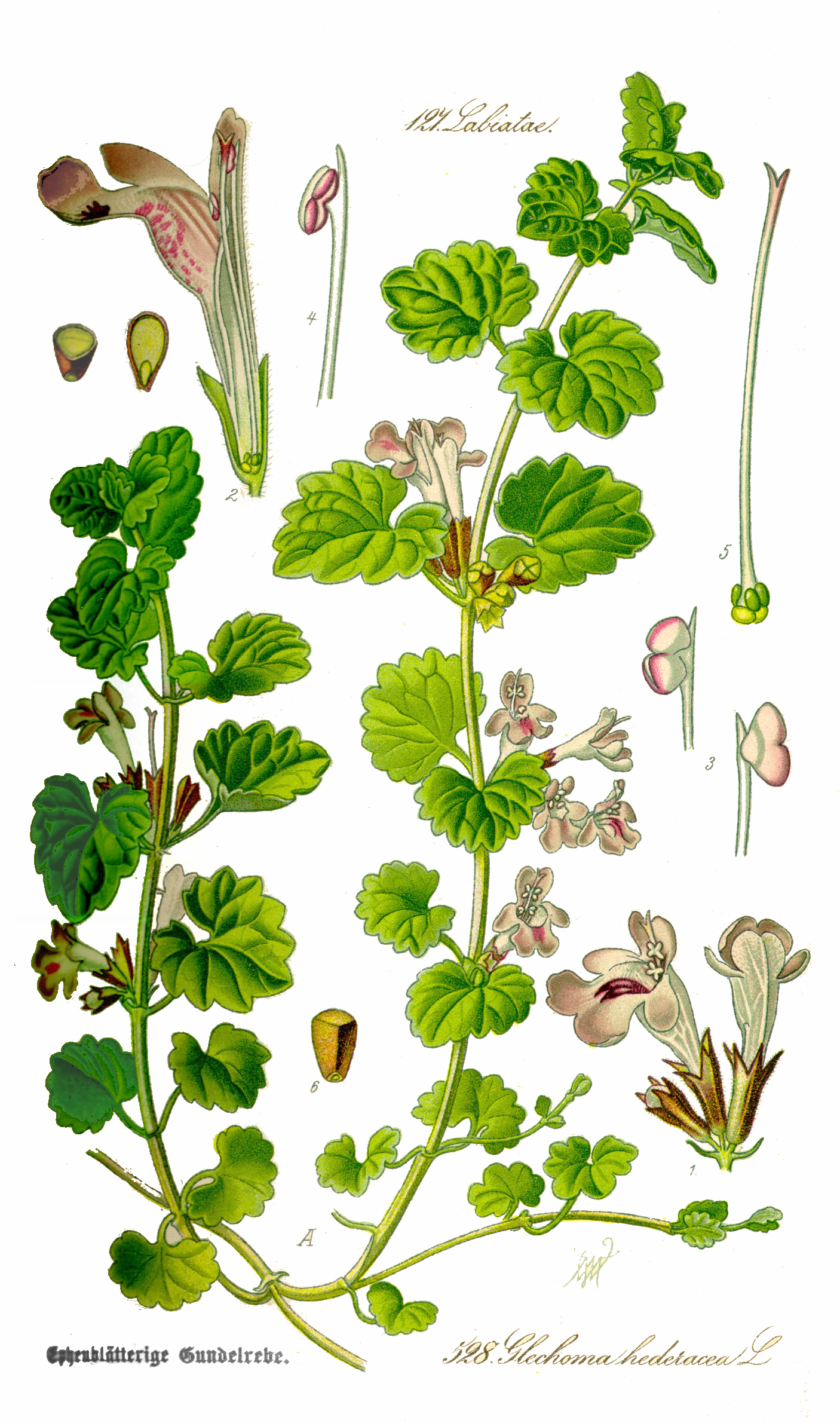
Otto Wilhelm Thomé 1885年

### 園藝種植
在歐洲，傳統上金錢薄荷是野草，不會種在花園中，要使用時直接從野外採集。在中世記的修道院偶爾會種在藥草園裡。在現代，有些人種植金錢薄荷作為觀賞植物，也有商業培育的品種，包括葉子上有白斑、花很茂密、是可以長到30公分高、或適合作為鋪地植物的品種。在有些地方這些園藝品系成為當地的入侵植物。

### 雜草控制
在土地管理上，它被視為一種雜草，可以用草銨膦等除草劑控制。金錢薄荷在北美是入侵種，在肥沃、潮溼、低硼的土地容易成為雜草，由其是在陰影下較少其他禾草競爭的地方，例如樹林，有時會排擠原生植物。金錢薄荷的根系不易拔出，加上其莖葉易斷，又由於能用無性繁殖，除草只要沒有除乾淨很容易從小段根莖再生。北美沒有生物防治的選項，目前主要使用含有Triclopyr的殺草劑。金錢薄荷也對硼特別敏感，因此可以用硼砂溶液清除。然而硼砂對許多動物有毒，而且無法自然分解，會對土地和地下水造成傷害,。因為要找到有效殺草又對環境無害的濃度相當不容易，目前不鼓勵用硼砂控制金錢薄荷。

### 書目
- Michael J. Hutchings, Elizabeth A. C. Price: Biological Flora of the British Isles. No. 205. Glechoma hederacea L. (Nepeta glechoma Benth., N. hederacea (L.) Trev.). In: Journal of Ecology. Volume 87, No. 2, 1999, pp. 347–364, doi:10.1046/j.1365-2745.1999.00358.x.
- ISBN 3494013276
单击这里添加你的引用。如果你仍在编辑主页面文章，你可能需要在一个新窗口打开。

- Horst Pulkowski: Mein Name ist Gundermann. Eine (außer)gewöhnliche Pflanze im Spiegel der deutschsprachigen Literatur. (= Aisthesis Essay. Volume 43). Bielefeld 2016, ISBN 978-3-8498-1136-5.
- Heinrich Marzell:
  - Gundermann. In: Hanns Bächtold-Stäubli (Hrsg.): Handwörterbuch des deutschen Aberglaubens. Volume 3, Weltbild, Augsburg 2005, ISBN 3-8289-0808-X, Sp. 1203–1206 (Nachdruck der Originalausgabe von 1931).
  - Der Gundermann. Altes Brauchtum und neues Wissen von einer deutschen Frühlingsblume. In: Blätter für Schulpraxis und Erziehungswissenschaft. 47(4), 1936, pp. 1–5.
- Frauke Gaedeke: Glechoma. In: Hagers Handbuch der pharmazeutischen Praxis. 5. Auflage. Volume 5: Drogen E-O. Springer, Berlin u. a. 1993, ISBN 3-540-52638-2, pp. 292–296.
- An, HJ; Jeong, HJ; Um, JY; Kim, HM; Hong, SH. . Journal of Ethnopharmacology. 2006, 106 (3): 418–24. PMID 16530364. doi:10.1016/j.jep.2006.01.024.

### 個別引用
1. 1 2 3  Waggy, Melissa. . USDA FEIS. United States government. 2009  [19 March 2018]. （原始内容存档于2020-03-28）.
2. 1 2 3  ISBN 3854741405
单击这里添加你的引用。如果你仍在编辑主页面文章，你可能需要在一个新窗口打开。
3. 1 2  ISBN 3494013276
单击这里添加你的引用。如果你仍在编辑主页面文章，你可能需要在一个新窗口打开。
4. 1 2 3 4 5 6 7 8  Michael J. Hutchings, Elizabeth A. C. Price: Biological Flora of the British Isles. No. 205. Glechoma hederacea L. (Nepeta glechoma Benth., N. hederacea (L.) Trev.). In: Journal of Ecology. Volume 87, No. 2, 1999, pp. 347–364, doi:10.1046/j.1365-2745.1999.00358.x.
5. 1 2 3 4 5  Hutchings, Michael J.; Price, Elizabeth C. . Journal of Ecology. 1999, 87 (205): 347–364. doi:10.1046/j.1365-2745.1999.00358.x.
6. 1 2 3  ISBN 3494013977
单击这里添加你的引用。如果你仍在编辑主页面文章，你可能需要在一个新窗口打开。
7. ↑  . . Missouri Botanical Garden. 17600084. 已忽略未知参数|projectId= (帮助); 已忽略未知参数|taxonName= (帮助)
8. 1 2  ISBN 3933203317
单击这里添加你的引用。如果你仍在编辑主页面文章，你可能需要在一个新窗口打开。
9. ↑  Weifang Wang, Willy J. Peumans, Pierre Rougé, Claire Rossi, Paul Proost, Jianping Chen, Els J. M. Van Damme: Leaves of the Lamiaceae species Glechoma hederacea (ground ivy) contain a lectin that is structurally and evolutionary related to the legume lectins. In: The Plant Journal. Volume 33, 2003, pp. 293–304, doi:10.1046/j.1365-313X.2003.01623.x.
10. ↑  Connecticut Invasive Plant List （页面存档备份，存于）, Connecticut Agricultural Experiment Station, January, 2004
11. ↑  FloraWeb: Schmetterlingsfutterpflanze.
12. ↑  Van Der Kooi, C. J.; Pen, I.; Staal, M.; Stavenga, D. G.; Elzenga, J. T. M. . Plant Biology. 2015, 18 (1): 56–62  [2020-08-04]. PMID 25754608. doi:10.1111/plb.12328. （原始内容存档于2018-10-20）.
13. 1 2  Hartmut Dierschke, Gottfried Briemle: Kulturgrasland. Eugen Ulmer, Stuttgart 2002, ISBN 3-8001-3816-6.
14. ↑  .   [2020-08-04]. （原始内容存档于2020-02-16）.
15. ↑   的存檔，存档日期July 8, 2008，.
16. ↑  Leafminers of Europe - Liposthenes glechomae 的存檔，存档日期2007-09-08.
17. ↑   的存檔，存档日期July 20, 2008，.
18. ↑  . World Checklist of Selected Plant Families (WCSP). Royal Botanic Gardens, Kew.
19. 1 2  Heinz Ellenberg: Vegetation Mitteleuropas mit den Alpen in ökologischer Sicht. 4., verbesserte Auflage. Ulmer, Stuttgart 1986, ISBN 3-8001-3430-6.
20. ↑  Erhard Dörr, Wolfgang Lippert: Flora des Allgäus und seiner Umgebung. Volume 2, IHW-Verlag, Eching bei München, 2004, ISBN 3-930167-61-1, pp. 406.
21. 1 2  ISBN 3060125392
单击这里添加你的引用。如果你仍在编辑主页面文章，你可能需要在一个新窗口打开。
22. ↑  Xi-wen Li, Ian C. Hedge: Glechoma grandis. In: ISBN 091527924X
单击这里添加你的引用。如果你仍在编辑主页面文章，你可能需要在一个新窗口打开。
23. ↑  Carl von Linné: Species Plantarum. Volume 2, Lars Salvius, Stockholm 1753, pp. 578. (online)
24. ↑  . . Missouri Botanical Garden. 17600084. 已忽略未知参数|taxonName= (帮助)
25. ↑  Helmut Genaust: Etymologisches Wörterbuch der botanischen Pflanzennamen. 3., vollständig überarbeitete und erweiterte Auflage. Nikol, Hamburg 2005, ISBN 3-937872-16-7 (Nachdruck von 1996).
26. ↑  Heinrich Marzell: Unsere Heilpflanzen, ihre Geschichte und ihre Stellung in der Volkskunde. 2. Auflage. unter dem Titel Geschichte und Volkskunde der deutschen Heilpflanzen. Stuttgart 1938, Neudruck ebenda 1967, S. 198.
27. 1 2 3  Walter Dietl, Manuel Jorquera: Wiesen- und Alpenpflanzen. Österreichischer Agrarverlag, Wien 2004, ISBN 3-7040-2082-6.
28. 1 2 3  Maria Teresa Della Beffa: Der große Naturführer Kräuter. Kaiser, Klagenfurt 2005, ISBN 3-7043-1314-9.
29. ↑  Taylor Starck, John C. Wells: Althochdeutsches Glossenwörterbuch (einschließlich des von Taylor Starck begonnenen Glossenindexes). Heidelberg 1990, S. 244.
30. 1 2  Detlef Arens: Sechzig einheimische Wildpflanzen in lebendigen Porträts. DuMont, Köln 1991, ISBN 3-7701-2516-9, pp. 29.
31. ↑  Gertrud Scherf: Zauberpflanzen – Hexenkräuter. BLV, München 2002, ISBN 3-405-16219-X, pp. 156.
32. ↑  Friedrich Kluge, Alfred Götze: Etymologisches Wörterbuch der deutschen Sprache. 20. Auflage. hrsg. von Walther Mitzka, de Gruyter, Berlin/ New York 1967. (Neudruck („21. unveränderte Auflage“) ebenda 1975, ISBN 3-11-005709-3, S. 277)
33. 1 2  Esther Gallwitz: Kleiner Kräutergarten – Blumen und Kräuter bei den Alten Meistern im Städel. Suhrkamp, Frankfurt am Main 1992, ISBN 3-458-33518-8, pp. 139–140.
34. 1 2  Hansjörg Küster: Kleine Kulturgeschichte der Gewürze. C.H. Beck, München 1997, ISBN 3-406-42025-7, pp. 83–85.
35. ↑  .   [2020-08-04]. （原始内容存档于2020-02-16）.
36. ↑  M. Milovanovic, D. Zivkovic, B. Vucelic-Radovic: Antioxidant effects of Glechoma hederacea as a food additive. In: Natural product communications. Band 5, Nummer 1, Januar 2010, S. 61–63. PMID 20184023.
37. ↑  Hanns Bächtold-Stäubli (Hrsg.): Handwörterbuch des deutschen Aberglaubens. Volume 3: Gundermann. Weltbild, Augsburg 2005, ISBN 3-8289-0808-X, Sp. 1204. (Nachdruck der Originalausgabe von 1931)
38. ↑  Claudia Müller-Ebeling, Christian Rätsch, Wolf-Dieter Storl, Hexenmedizin. 8., Aarau: AT Verlag: pp. 19, ISBN 3-03800-694-7 （德文）
39. ↑   Barbara Fehringer: Das „Speyrer Kräuterbuch“ (1456) mit den Heilpflanzen Hildegards von Bingen. Königshausen & Neumann, Würzburg 1994, S. 70
40. ↑  Alemannisches Kräuterbuch. (1463-66), Cod, S. 386 der Zentralbibliothek Solothurn, Blatt 52r: "Acero grundreb dü ist gůt wellem uergeben ist nim ir .xij. bletter in ainem mörsser gestossen vnd gib sÿ im in ainem swaiss bad er genisset. Dem der rocz we tůt in dem magen oder an der lunggen so nim der bletter safft mit nüwem bier vnd tůs dick vnd trinks es hilfft." (Digitalisat) （页面存档备份，存于）
41. ↑  Otto Brunfels: Novi Herbarii Tomus II. Schott, Straßburg 1531, S. 124–125. (Digitalisat) （页面存档备份，存于）
42. ↑  Vogl, S; Picker, P; Mihaly-Bison, J; Fakhrudin, N; Atanasov, AG; Heiss, EH; Wawrosch, C; Reznicek, G; Dirsch, VM; Saukel, J; Kopp, B. . J Ethnopharmacol. 2013, 149 (3): 750–71. PMC 3791396 . PMID 23770053. doi:10.1016/j.jep.2013.06.007.
43. 1 2  Joanne Barnes, Linda A. Anderson, J. David Phillipson, Herbal Medicines, 2nd ed., Pharmaceutical Press, London, 2002.
44. ↑  Stubbendieck, James; Coffin, Mitchell J.; Landholt, L. M.  2003.  Weeds of the Great Plains. 3rd ed.  Lincoln, NE: Nebraska Department of Agriculture, Bureau of Plant Industry.  605 p. In cooperation with: University of Nebraska, Lincoln.
45. ↑  劉淑鈴、郭昭麟、謝明村.  (PDF). J Chin Med. 2011, 22 (3,4): 173-183  [2020-08-04]. （原始内容存档 (PDF)于2018-04-17）.
46. ↑  J. Kim, I. Lee, D. Ha, J. Seo, B. Min, I. Yoo, K. Bae: New sesquiterpene lactones from Glechoma hederacea L. and their cytotoxic effects on human cancer cell lines. In: Planta Medica. Volume 77, No. 9, Juni 2011, ISSN 1439-0221, pp.955–957, doi:10.1055/s-0030-1250665. PMID 21243589.
47. ↑  Y. Kumarasamy, P. J. Cox, M. Jaspars, L. Nahar, S. D. Sarker: Biological activity of Glechoma hederacea. In: Fitoterapia. Volume 73, No. 7–8, Dezember 2002, ISSN 0367-326X, pp. 721–723. PMID 12490241.
48. ↑  H. J. An, H. J. Jeong, J. Y. Um, H. M. Kim, S. H. Hong: Glechoma hederacea inhibits inflammatory mediator release in IFN-gamma and LPS-stimulated mouse peritoneal macrophages. In: Journal of Ethnopharmacology. Volume 106, No. 3, Juli 2006, ISSN 0378-8741, pp. 418–424, doi:10.1016/j.jep.2006.01.024. PMID 16530364.
49. ↑  . Drugs.com.   [2020-04-25]. （原始内容存档于2017-07-17） （英语）.
50. ↑  迪奧斯科里德斯. . . De Medicinali Materia libri quinque IV. 由1902年Julius Berendes翻译 (Enke). 1902: 385. |city=被忽略 (帮助)
51. ↑  .  IV. : 434.
52. ↑  老普林尼. . 博物志 (老普林尼). 由1855年Külb翻译 https://reader.digitale-sammlungen.de/de/fs1/object/display/bsb10246060_00328.html.   [2020-08-04]. （原始内容存档于2020-03-26）. 缺少或|title=为空 (帮助)
53. ↑  . . 由1855年Külb翻译. : 135  [2020-08-04]. （原始内容存档于2020-03-26）.
54. ↑  蓋倫. . De simplicium medicamentorum temperamentis ac facultatibus, 1826年Kühn版 XII. : 153  [2020-08-04]. （原始内容存档于2020-02-15）.
55. ↑  Abu Muhammad ibn al-Baitar. . Kitāb al-jāmiʿ li-mufradāt al-adwiya wa al-aghdhiya I. 由1840年Joseph Sontheimer 譯本 Große Zusammenstellung über die Kräfte der bekannten einfachen Heil- und Nahrungsmittel翻译 (Hallberger). 1840: 344  [2020-08-04]. （原始内容存档于2018-08-10）. |city=被忽略 (帮助)
56. ↑  Charles Victor Daremberg und Friedrich Anton Reuß (1810–1868). . . S. Hildegardis Abbatissae Subtilitatum Diversarum Naturarum Creaturarum Libri Novem. Physica I (Migne). 1855  [2020-08-04]. （原始内容存档于2018-11-23）. |city=被忽略 (帮助)
57. ↑  Hildegard von Bingen Physica. Nach der Textausgabe von J. P. Migne, Paris 1882. 由Herbert Reier翻译. 1980: 40. |city=被忽略 (帮助); 缺少或|title=为空 (帮助)
58. ↑  Matthaeus Silvaticus. . . Liber pandectarum medicinae (Druck Vuster). 1474  [2020-08-04]. （原始内容存档于2018-08-10）. |city=被忽略 (帮助)
59. ↑  . . Herbarius Moguntinus. 1484  [2020-08-04]. （原始内容存档于2018-08-10）. |city=被忽略 (帮助)
60. ↑  Gart der Gesundheit. . . 1485  [2020-08-04]. （原始内容存档于2018-02-15）. |city=被忽略 (帮助)
61. ↑  Hortus sanitatis. . . 1491  [2020-08-04]. （原始内容存档于2018-08-10）. |city=被忽略 (帮助)
62. ↑  . Kleines Destillierbuch. 1500: 53  [2020-08-04]. （原始内容存档于2018-02-15）. |city=被忽略 (帮助)
63. ↑  奧托·布倫費爾斯. . Kräuterbuch. 1532: 60  [2020-08-04]. （原始内容存档于2018-07-02）. |city=被忽略 (帮助)
64. ↑  希羅尼穆斯·博克. . . Kräuterbuch. Teil II. 1539  [2020-08-04]. （原始内容存档于2020-03-28）. |city=被忽略 (帮助)
65. ↑  萊昂哈特·福克斯. . . Kräuterbuch. 1543  [2020-08-04]. （原始内容存档于2018-08-10）. |city=被忽略 (帮助)
66. ↑  Pietro Andrea Mattioli. Joachim Camerarius der Jüngere編修 , 编. . Commentarii, in libros sex Pedacii Dioscoridis Anazarbei, de medica materia. 由Georg Handsch翻译 (Johan Feyerabend). 1586: 205v–206r. |city=被忽略 (帮助)
67. ↑  Nicolas Lémery. . Dictionnaire universel des drogues simples. 1699: 345  [2020-08-04]. （原始内容存档于2020-03-31）. |city=被忽略 (帮助). Johann Friedrich Braun. 1721  [2020-08-04]. （原始内容存档于2020-03-26）. |city=被忽略 (帮助)
68. ↑  Albrecht von Haller (Herausgeber). . Onomatologia medica completa oder Medicinisches Lexicon das alle Benennungen und Kunstwörter welche der Arzneywissenschaft und Apoteckerkunst eigen sind deutlich und vollständig erkläret [...]. (Gaumische Handlung). 1755. |city=被忽略 (帮助)
69. ↑  William Cullen. . A treatise of the materia medica II (Charles Elliot). 1789: 145. |city=被忽略 (帮助) II. 由Samuel Hahnemann翻译. Schwickert. 1790: 171  [2020-08-04]. （原始内容存档于2020-03-28）. |city=被忽略 (帮助)
70. ↑  Jean-Louis Alibert. . Nouveaux éléments de thérapeutique et de matière médicale. II (Crapart). 1804/05: 39–41  [2020-08-04]. （原始内容存档于2020-03-26）. |city=被忽略 (帮助);  I. 1825: 610–612. |issue=被忽略 (帮助)
71. ↑  . August Friedrich Hecker’s practische Arzneimittellehre. Revidiert und mit neuesten Entdeckungen bereichert von einem practischen Arzte I (Camesius). 1814: 288–289. |city=被忽略 (帮助)
72. ↑  2014年[[約克 (下薩克森)|]]果園工作手冊 S. 184（Arbeitstagebuch 2014 der Obstbauversuchsanstalt Jork, S. 184）
73. ↑  .   [2020-08-04]. （原始内容存档于2020-03-28）.
74. ↑  Creeping Charlie Control - Borax 的存檔，存档日期2006-08-22. University of Minnesota  Info-U
75. ↑  Borax on Ground Ivy: Boon or Bane? （页面存档备份，存于） Horticulture and Home Pest News, Iowa State University
76. ↑  .   [2008-06-01]. （原始内容存档于2008-06-08）. University of Wisconsin